# Saunders-Roe SR.177
Le Saunders-Roe SR.177 était le fruit d'un projet britannique des années 1950 pour le développement d'un intercepteur à propulsion mixte par turboréacteur et moteur-fusée devant équiper les unités de la Royal Air Force (RAF) et la Royal Navy (RN). Il était en fait un dérivé agrandi du Saunders-Roe SR.53, qui était lui-même un intercepteur à propulsion mixte expérimental.
La principale différence entre le SR.177 et le SR.53 — ce dernier étant plus petit — était l'installation d'un radar d'interception dans son nez, ce qui lui permettait de balayer le ciel et de se verrouiller sur ses propres cibles. Un turboréacteur plus puissant était également présent. En plus de l'intérêt des Britanniques pour l'avion, la Marine allemande exprima également son intérêt pour le projet et évalua minutieusement son évolution, avec en perspective une potentielle acquisition. Toutefois, le SR.177 fut finalement annulé, à la suite de modifications dans la politique de Défense du Royaume-Uni, notamment la publication du Livret blanc de la Défense de 1957 (en) par le Ministre de la Défense Duncan Sandys, qui porta un coup très dur à l'industrie aéronautique britannique.
Un dérivé bien plus grand du SR.177 avait également étudié, recevant la désignation de SR.187, et allait entrer en développement avec l'intention de répondre aux spécifications de l'Operational Requirement F.155 (en). Toutefois, ces travaux furent eux-aussi annulés en 1957. Au moment de l'arrêt des travaux, environ 90 % du premier prototype avaient été réalisés, tandis que de nombreux autres étaient à divers niveaux de finition. Les prototypes furent stockés pendant plusieurs années pendant que des tentatives furent effectuées de relancer le projet. Si l'intérêt était bien présent, notamment de la part du Japon, rien de nouveau n'émergea du projet et les restes des travaux furent définitivement détruits.

## Conception et développement

### Contexte
En 1952, Saunders-Roe avait remporté un contrat pour développer un interception équipé d'une propulsion mixte à turboréacteur et moteur-fusée, qui fut désigné SR.53. Toutefois, alors que le développement du projet avançait, les faiblesses du concept devinrent de plus en plus évidentes. En particulier, comme avec les intercepteurs propulsés par fusée de l'Allemagne nazie pendant la Seconde Guerre mondiale, le rayon d'action et l'endurance de tels appareils étaient limités par la forte consommation en carburant du moteur-fusée. Toutefois, comme les turboréacteurs se développaient et devenaient de plus en plus puissants et énergétiquement efficaces, de nouveaux moteurs devinrent rapidement disponibles et rendirent un tel avion plus pratique et plus viable.
Maurice Brennan, le concepteur en chef du SR.53, était également devenu convaincu de la nécessité d'une unité radar aéroportée à installer directement dans l'avion, alors que le SR.53 étant tributaire d'un guidage radar basé à terre et de la vision du pilote pour intercepter un avion ennemi. En particulier, les concepteurs craignaient que les pilotes ne puissent pas focaliser correctement leur vision à l'altitude de 60 000 ft (18 000 m) que le SR.53 pouvait atteindre. Un concept plus ambitieux commença à émerger, fruit d'un désir d'équiper l'avion d'un radar et de faire un usage plus important de la propulsion par turboréacteur. Alors qu'il avait vu le jour sous la forme d'une évolution avancée du SR.53, le projet prit sa propre désignation de SR.177 en mai 1955, à la suite de la publication par le Ministère de la Défense (en anglais : Ministry of Defence, MoD) d'un contrat de développement visant à répondre aux spécifications de l'Operational Requirement F.155 (en).
Tandis que les travaux sur le SR.53 continuaient, un département nommé « High Speed Development Section » fut créé par Saunders-Roe pour travailler sur le SR.177. Initialement, le SR.177 était un développement direct du SR.53, partageant avec ce dernier la même configuration et le même équipement, et il était envisagé que le premier essai en vol se produirait pendant la première moitié de l'année 1957. Toutefois, en février 1955, une reconception importante du SR.177 fut entreprise, avec pour objectif de rendre l'appareil adapté à la fois à la Royal Air Force et à la Royal Navy,. Parmi les modifications appliquées à l'avion, les différences majeures venaient du repositionnement du turboréacteur vers la partie basse du fuselage, qui était désormais alimenté en air par une grande entrée d'air installée sous le nez de l'avion. L'aile fut également agrandie et des volets soufflés (en) furent adoptés. Le turboréacteur sélectionné fut le De Havilland Gyron Junior, capable de produire une poussée de 36 kN,.

### Lancement du projet
En septembre 1955, Saunders-Roe reçut l'ordre de la part du Ministry of Supply (en) (MoS, en français : Ministre de l'Approvisionnement) de commencer les travaux sur le SR.177. Le ministère donna également des instructions pour la production de maquettes, de tests en soufflerie et le développement de gabarits de fabrication pour la production d'une première série d'exemplaires de l'avion. Dès le départ, le SR.177 avait de la concurrence, sous la forme d'une version dérivée agrandie de l'Avro 720 (en), qui lui-même avait été décrit comme étant un adversaire du plus petit SR.53. Avro faisait la promotion du 720 à la Royal Navy, espérant gagner des faveurs contre le SR.177, qui en était à ce moment-là au stade de la conception détaillée. Le Ministère décida finalement d'annuler tous les travaux sur l'Avro 720, essentiellement pour des raisons économiques, ainsi que de se focaliser sur le développement de moteurs-fusées utilisant du HTP (en) (High Test Peroxyde, une solution de peroxyde d'hydrogène à très forte concentration), comme ceux propulsant les SR.53 et SR.177.
La différence la plus significative entre le SR.53 et le SR.177 était l'emploi par le SR.177 d'un moteur à réaction près de cinq fois plus puissant que celui qui équipait le SR.53. Alors le SR.53 avait essentiellement compté sur son moteur-fusée pour prendre de l'altitude, le SR.177 aurait été en mesure de disposer d'une endurance considérable, en conservant l'utilisation de son moteur-fusée uniquement pour réaliser les pointes de vitesse lorsqu'il partirait à la rencontre de ses cibles. Il était estimé que l'endurance ajoutée permettrait au SR.177 de réaliser d'autres missions que de l'interception pure. Parmi ces missions, il était envisagé des missions d'attaque et de reconnaissance. La cellule du SR.53 avait été considérablement agrandie pour pouvoir accueillir le nouveau moteur, tandis que les lignes assez lisses de l'avion original avaient été quelque-peu altérées au profit d'une entrée d'air ventrale placée sous le nez de l'avion.
À la suite du premier vol du SR.53, en mai 1957, le développement du SR.177 devint la principale source d'activité chez Saunders-Roe. À ce moment-là, comme la RAF et la Royal Navy apparurent comme étant les futurs acquéreurs tout désignés de l'avion, le projet était vu comme ayant un potentiel à grande échelle considérable. La RAF cherchait à l'utiliser aux côtés du futur intercepteur English Electric Lightning tandis que, selon l'auteur aéronautique Derek Wood, la Royal Navy avait également un très grand intérêt dans le programme. Quand le contrat de développement avait été publié, en mai 1955, il reflétait ce double intérêt. Les besoins de la Navy avaient été définis sous la forme du document NA.47, tandis que les besoins de la RAF avaient été spécifiés dans l'Operational Requirement 337 (OR.337), les deux documents étant ensuite rassemblés sous la forme de l'Operational Requirement F.155. Il y avait un fort optimisme sur le fait qu'un avion commun pour les deux services pourrait être développé, ce qui devait théoriquement faire gagner du temps, réduire les efforts et limiter les coûts de développement.
Les négociations sur le nombre exact d'exemplaires désirés par chacun des deux services furent longues, mais il fut établi qu'il y aurait une demande pour un lot initial de 27 SR.177, et qu'un outillage suffisant devrait être produit pour permettre au programme de rapidement atteindre sa pleine capacité de production. En avril 1956 avait émergé un consensus qui stipulait que si l'on voulait voir achevé les cinq premiers exemplaires en janvier 1958, ces appareils devraient être produits sans la moindre capacité radar ou même d'emport d'armements. En juillet 1956, un financement fut arrêté pour la production de 27 exemplaires, neuf prototypes et dix-huit exemplaires de présérie, le premier de ceux-ci devant normalement prendre l'air en avril 1958 (plus tard repoussé à octobre). Le 4 septembre 1956 un contrat formel pour les 27 avions fut publié, divisant leur production en quatre lots de cinq, quatre, quatre et quatorze exemplaires respectivement, bien que les dix-huit derniers étaient sujets à évaluation et attendaient encore leur confirmation. Pendant l'année 1957, un contrat de développement pour le SR.177 fut annoncé pour une utilisation au sein de la Royal Navy.
En janvier 1957, la conception des gabarits des composants principaux de l'avion était achevée à 70 %, tandis que les gabarits d'assemblage des composants étaient achevés à presque 50 %. La fabrication d'un lot de production en grandes quantités approchait, ce qui aurait probablement été sous-traité avec une autre compagnie aéronautique, en raison de l'importante charge de travail de l'usine Saunders-Roe installée à Cowes,. Armstrong Whitworth, qui avait déjà repris les travaux de conception basiques de l'aile du SR.177, avait été sélectionnée comme seconde option de production pour l'appareil. La sélection d'un centre de production pour le SR.177 fut compliquée par un évènement favorable : l'intérêt du gouvernement de l'Allemagne de l'Ouest pour ce programme. Depuis 1955, la renaissante Luftwaffe avait cherché un avion à hautes performances convenable pour en équiper ses unités, et il y avait de gros espoirs que le SR.177 puisse devenir la fondation d'un programme collaboratif de chasseur européen.
Le Ministère de la Défense allemand avait une première fois exprimé son intérêt pour le SR.177 en octobre 1955. En février 1956, le Comité gouvernemental britannique sur la Sécurité (British Government Committee on Security) consentit à entreprendre des discussions sur le sujet du SR.177. La perspective d'une grosse commande allemande, concernant pas moins de 200 appareils, et la possibilité pour le SR.177 d'être produit sous licence en Allemagne par l'industrie aéronautique allemande — alors en cours de rétablissement — furent rapidement dévoilées, le Gouvernement britannique se déclarant favorable à cette opportunité. En janvier 1957, l'Anglo-German Standing Committee on Arms Supply rapporta que le général Josef Kammhuber, commandant en chef de la Luftwaffe, était inquiet du fait que, en raison d'un manque de financement avant avril 1958, les prévisions de livraisons puissent ne pas être satisfaisantes. D'après Derek Wood, à ce moment-là, l'Allemagne était prête à publier une commande dès que possible.

### Déclin et annulation
Au cours de l'année 1957, le SR.177 devint un élément central d'une profonde modification de la philosophie de la Défense aérienne au Royaume-Uni, cette dernière étant principalement décrite dans le Livret blanc de la Défense de 1957 (en), qui appelait au remplacement des avions de combat pilotés par des missiles. Très rapidement, l'OR.337 fut annulé et les perspectives d'une commande de la RAF avaient disparu. Ce fut un sérieux revers pour le programme et, même si la Royal Navy et l'Allemagne demeuraient des clients potentiels pour le SR.177, la confiance des deux parties fut sérieusement ébranlée par les évènements.
Les travaux sur le SR.177 continuèrent toutefois encore un peu, en anticipation d'un intérêt maintenu par l'Allemagne. En septembre 1957, Aubrey Jones, Ministre de l'Approvisionnement (MoS), accepta de soutenir le programme et de continuer à financer le développement de cinq des six prototypes,. Toutefois, d'après Derek Wood, le SR.177 était en proie à un conflit politique interne entre Aubrey Jones et Duncan Sandys, le ministre qui était le principal avocat du Livret blanc de la Défense. Tandis que Jones assurait les officiels allemands que le programme du SR.177 continuait, Sandys les contactait pour les informer que l'avion était effectivement annulé. Ces messages croisés menèrent à une confusion et une appréhension considérables au sein du Ministère de la Défense allemand. Une nouvelle difficulté apparut lorsque, en réponse à des pressions de la part de Rolls-Royce Limited, le Gouvernement allemand insista pour que le turboréacteur Rolls-Royce/MAN Turbo RB.153 soit utilisé à la place du Gyron Junior, ce qui força Saunders-Roe à entreprendre dans la précipitation une ultime reconception du SR.177,.
Le Gouvernement allemand décida également de changer ses priorités, cherchant désormais un chasseur d'attaque au lieu d'un intercepteur, conduisant Saunders-Roe à reconcevoir l'avion pour ce rôle. Toutefois, même avec le constructeur Heinkel se préparant à produire le SR.177 sous licence, l'Allemagne décida de se retirer de l'aventure en décembre 1957. Le ministre britannique avait visité le Gouvernement allemand en novembre 1957, les Allemands désirant que les accords se fassent entre gouvernements plutôt qu'entre leur gouvernement et le constructeur Saunders-Roe.
Sur les avions restant envisagés, le Gouvernement ouest-allemand décida à la place d'acheter un développement de l’intercepteur américain Lockheed F-104 Starfighter, afin de remplir le rôle « d'une machine de reconnaissance à haute altitude, d'un chasseur-bombardier tactique et d'un chasseur tous-temps », idée qui fut suivie par la majorité des gouvernements européens. Ce coup de Lockheed, aussi connu comme étant « le marché du siècle » (en anglais : « Deal of the Century »), causa une controverse politique majeure en Europe, et le Misnistre de la Défense ouest allemand Franz Josef Strauss fut presque obligé de démissionner à la suite de cette décision. Au cours d'une enquête menée plus tard sur les pratiques commerciales de Lockheed, il fut découvert que la compagnie américaine avait versé des millions de dollars en pots-de-vin à chacun des pays concernés afin de sécuriser le contrat. le Prince Bernhard des Pays-Bas avoua avoir reçu plus d'un million de dollars en pots-de-vin de la part de Lockheed pour acheter le F-104.
À la suite du retrait de l'intérêt des Allemands et ne recevant aucun besoin de la part de la RAF pour le SR.177, le besoin existant de la Royal Navy fut considéré comme peu intéressant économiquement parlant pour être étudié plus en profondeur. En conséquence, le Ministère de l'Approvisionnement (MoS) décida rapidement d'annuler le projet. Le 24 décembre 1957, Saunders-Roe reçut une lettre du Ministère annonçant la fin du projet. Saunders-Roe annonça qu'elle s'attendait à mettre mille ouvriers au chômage technique à la suite de l'annulation du projet. Alors que les gabarits et les avions presque complets étaient en cours de désassemblage pendant le Nouvel an, il fut décidé que les avions déjà assemblés devraient être placés en stockage, dans l'éventualité d'une remise en route du projet.
En 1958, le SR.177 reçut un dernier bref intérêt lorsque le Japon, qui était intéressé dans le développement de son propre chasseur à propulsion mixte, approcha le Royaume-Uni avec une requête de propositions pour l'achat des deux prototypes du SR.53, ainsi que l'achèvement de la construction de deux SR.177. Toutefois, en raison d'un manque de soutien de la part du Gouvernement britannique, cette initiative ne déboucha sur rien de concret, et les Japonais se tournèrent finalement eux-aussi vers le F-104. L'auteur Derek Wood résume l'annulation du projet SR.177 ainsi : « ...il aurait pu finalement être produit en centaines ou milliers d'exemplaires. En raison de politiques de Défense ridicules et d'un manque total de collaboration technologique inter-départementale à Whitehall, l'un des projets les plus prometteurs en une décennie fut détruit, ».

## Spécifications techniques (estimations)
Données de Saunders and Saro Aircraft since 1917.
Caractéristiques générales
- Équipage : 1 pilote
- Envergure : 

  - 9,22 m (avec missiles) ;
  - 8,27 m (sans missiles).
- Hauteur : 4,356 m
- Surface alaire : 30,4 m2
- Masse à vide : 6 592 kg (14 533 lb)
- Masse typique : 11 696 kg (25 786 lb) en alerte normale
- Masse maximale au décollage : 12 780 kg (28 174 lb) en alerte étendue
- Moteur : 

  - Turboréacteur : 1 × turboréacteur avec postcombustion De Havilland PS.50 Gyron Junior :
    - Poussée à sec : 44,48 kN ;
    - Poussée avec postcombustion : 62,3 kN.

  - Moteur-fusée : 1 × moteur-fusée à ergols liquides De Havilland Spectre 5A (en) :
    - Poussée maximale : 44 kN.

 Performances 
- Vitesse maximale : Mach 2,35
- Plafond : 20 000 m (67 000 ft)
- Vitesse ascensionnelle : 18 000 m/min (300 m/s)
- Charge alaire : 216,84 kg/m2
- Temps de montée en altitude :
  - Lâcher des freins vers 6 100 m : 1 min 27 s ;
  - Lâcher des freins vers 12 000 m : 2 min 3 s ;
  - Lâcher des freins vers 18 000 m : 3 min 6 s ;
  - Lâcher des freins vers 21 000 m : 3 min 51 s.
- Accélération en palier : à 24 000 m, de la fin de la montée à Mach 1,4 à Mach 2 : 1 min 6 s
- Rayon de virage : à Mach 1,6 et 18 000 m : 7 300 m
- Endurance du moteur-fusée à pleine puissance : 7 minutes

Armement

- Points d'emports : 2 points d'emport, avec une capacité de 454 kg (1 000 lb)
- Missiles : 

  - Initialement : 2 Missiles air-air à courte portée De Havilland Firestreak guidés par infrarouges ;
  - Plus tard : 2 Missiles air-air à courte portée Hawker Siddeley Red Top (en) guidés par infrarouges.

Avionique

- Radar d'interception aéroporté AI-23